# Juan Pérez Bocanegra

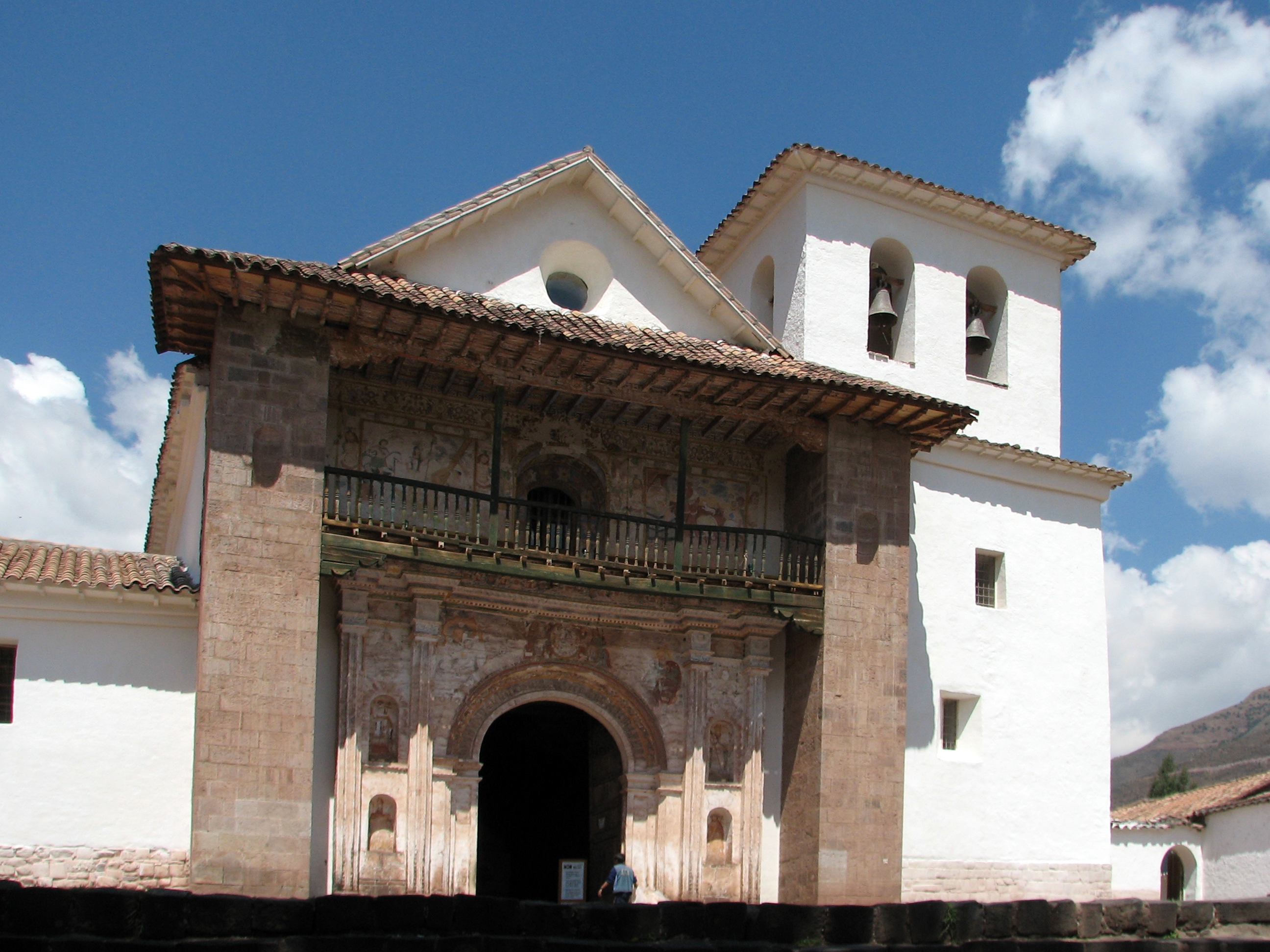
Bocanegra fue párroco en esta iglesia de San Pedro de Andahuaylillas, en el actual departamento de Cuzco, Perú.

Juan Pérez Bocanegra (ca. 1560-1645) fue un clérigo secular (aunque afín a los franciscanos), músico y especialista en lenguas indígenas del Perú virreinal.

## Biografía
Bocanegra se estableció en el Virreinato del Perú y fue uno de los expertos más importantes en los idiomas y costumbres locales. Enseñó latín en la Universidad de San Marcos de Lima antes de trasladarse a Cuzco. Cantó en Santo Domingo de Cuzco en el período 1599-1611, 
y fue corrector de libros corales entre 1598 y 1604 bajo el episcopado de Antonio de la Raya Navarrete. Fue Canónigo Magistral en la catedral de Cuzco, a cargo de la Doctrina, y administrador de los inmensos bienes del marquesado de Santiago de Oropesa, así como párroco del pueblo de Andahuaylillas, frente al monte Qoriorqo (monte del oro). Fue también examinador general de lenguas nativas (quechua y aimara) para la Arquidiócesis del Cuzco, siendo durante muchos años párroco de la iglesia de San Pedro de Andahuaylillas, en la población del mismo nombre, conocida por entonces como Andahuaylla la Chica, en Quispicanchi, en el sur del actual departamento de Cuzco, Perú. 
El nombre de Pérez Bocanegra aparece en la piedra angular de dicho templo. Fue él quien encargó a Luis de Riaño que pintase los importantes frescos que ornamentan los murales de la iglesia, a la que se le conoce como la "Capilla Sixtina de la América Española". Las diversas inscripciones en el interior del templo en lenguas quechua, aimara y puquina, además de español y latín manifiestan también la forma de pensar de aquel clérigo.
Como párroco de Andahuaylillas, agrandó y embelleció la iglesia de modo sobresaliente. Mandó construir para ella dos órganos que aún se conservan y son los más antiguos de Hispanoamérica (ca. 1610).
Vivió muy directamente las controversias con los jesuitas sobre cómo trasladar la terminología cristiana a los nativos; mientras los jesuitas, siguiendo la doctrina emanada del Tercer Concilio Limense (1583), eran partidarios de incorporar directamente el vocabulario religioso en español o bien introduciendo nuevas formas verbales al quechua, para evitar heterodoxias, aunque transcribiéndolo a quipus, Bocanegra prefirió, al modo franciscano, adaptarse en lo posible a la lengua y a la rica tradición andina. Precisamente la parroquia en que oficiaba Bocanegra fue especialmente solicitada por los jesuitas por su importancia como centro de traducción quechua, del mismo modo que tenían otro para la traducción aimara en el actual distrito de Juli. De hecho, los jesuitas llegaron a controlarla entre 1628 y 1636.
Bocanegra dominó el idioma quechua hasta tal grado que pudo escribir la primera gramática fonética hispano-quechua, y la obra Ritual formulario e Institución de curas (1631), en la que se incluye el "Hanaq pachap kusikuynin", con toda probabilidad compuesto con los órganos de su parroquia para que la canten los cantores al entrar en la iglesia.
A sus resultados culturales y materiales deben añadirse los apostólicos que se supone que motivaron el conjunto de su obra, ya que fruto de su labor evangelizadora y de la de otros como él, cuatrocientos años más tarde persiste en la región un fuerte arraigo del catolicismo.

## Hanacpachap cussicuinin
El himno procesional "Hanacpachap cussicuinin" o "Hanak pachap kusikuynin", su principal obra, así como otras dos que compuso con una construcción similar, son perfectas muestras de este modo de la expresión religiosa que preconizaba. Los pasajes en quechua de su texto se han venido considerando transcritos literalmente de la tradición quechua por su pureza lingüística y formal, pero actualmente se reconoce en ellos la autoría del propio Bocanegra, al igual que para la música, que a su vez se integra plenamente en el barroco virreinal. Esta letra tiene como finalidad hacer llegar la teología cristiana a través de la expresión ritual quechua. A los pasajes en quechua se suceden otros en español a modo de paráfrasis y no de traducción.
Está escrito para cuatro voces a capela en una variante de la estrofa sáfica, para ser cantado en procesión. Son veinte estrofas, cada una compuesta por cinco versos de ocho sílabas y uno de cuatro sílabas que enlaza con la siguiente estrofa. Utiliza un lenguaje de extraordinario colorido cristiano en el que aúna símbolos cristianos e indígenas.
La obra se conserva en la biblioteca de la Universidad Mayor de San Andrés, en La Paz, es la primera Salve cuzqueña y se ha convertido en un verdadero himno de los Andes. Este himno es la primera composición polifónica vocal en todo el continente americano. La música está inspirada en una canción popular española: ¿Con qué la lavaré?. En la búsqueda de la integración cultural, utiliza una versificación ambigua entre la estrofa sáfica, bastante frecuente en el siglo de Oro español, y el paralelismo binario tradicional del quechua.

## Escritos

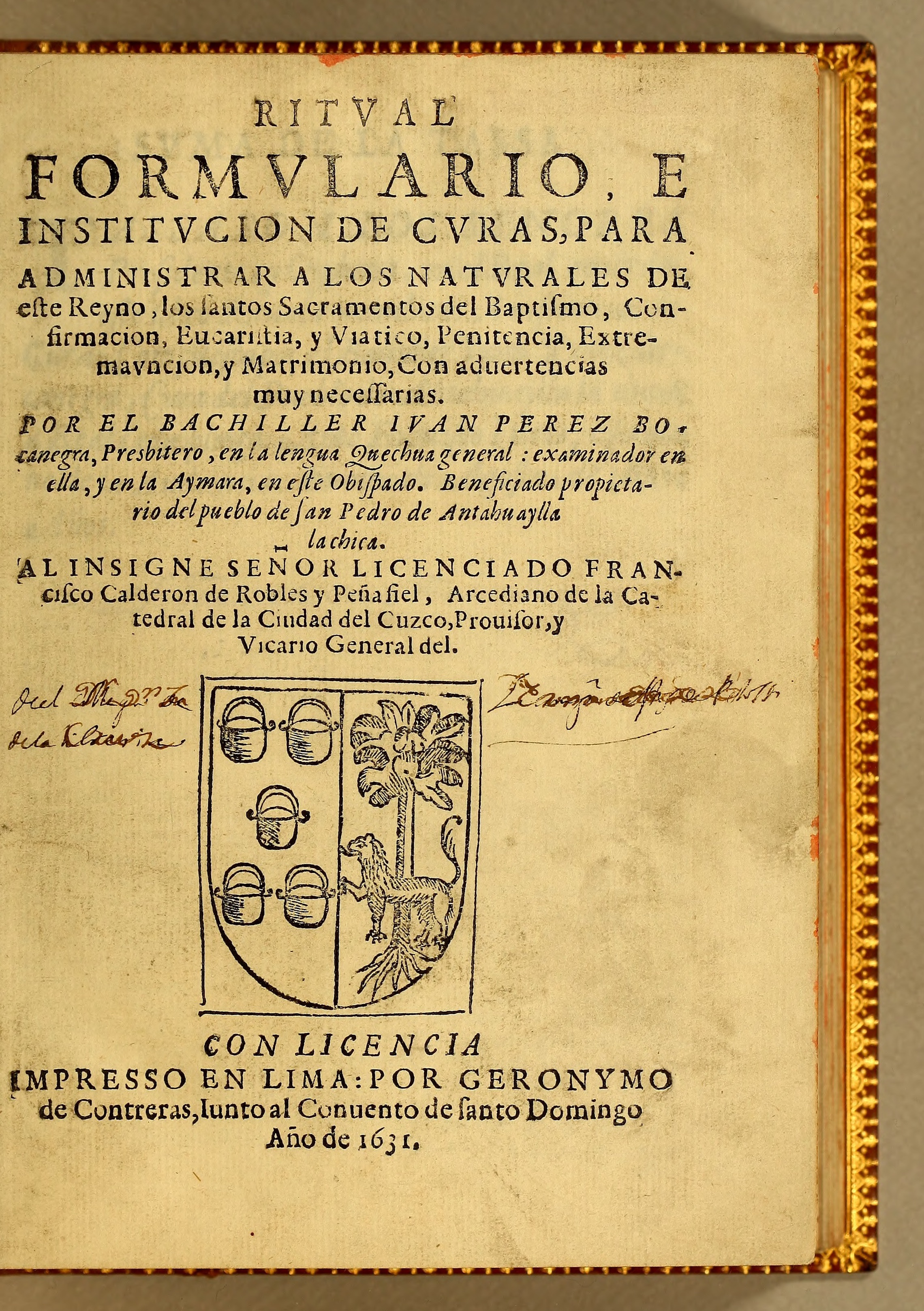
Portada de Ritual formulario, e institucion de curas, para administrar a los naturales de este reyno, los santos sacramentos del baptismo, confirmacion, eucaristia, y viatico, penitencia, extremauncion, y matrimonio, : con aduertencias muy necessarias (Lima, 1631)

Su obra literaria más conocida se titula Ritval formulario; e institución de cvras para administrar a los naturales de este reyno, los santos sacramentos del baptismo. Confirmación, eucaristía y viático, penitencia, extremaunción, y matrimonio: con aduertencias muy necessarias. Se concluyó en 1628, se publicó en Lima en 1631 y ofrece textos para diversos ritos en quechua cuzqueño y en español, este último una traducción libre del anterior que le precede. El original se escribió en quechua cuzco-collao. En su firma, escribe: "Por el bachiller Iuan Perez Bocanegra, presbítero, en la lengua quechua general: examinador en ella, y en la aymara, en este obispado. Beneficiado propietario del pueblo de San Pedro de Antahuaylla la chica”. En las páginas 708-712 de este libro aparece el himno mariano Hanacpachap cussicuinin.
Otra obra trascendente de este autor fue la primera Gramática fonética hispano-quechua.

## Discografía de su obra
- Versión íntegra del "Hanakpachap cussicuinin" en el disco Fire burning in snow : Baroque Music from Latin America por el ensemble Ex Cathedra, dirigido por Jeffrey Skidmore y editado por Hyperion Records, 2007.